# 皆川広照
皆川 広照（みながわ ひろてる）は、戦国時代から江戸時代前期にかけての武将、大名。下野皆川城主。下野栃木城主、下野皆川藩主、信濃飯山藩主、常陸府中藩初代藩主。
皆川俊宗の次男。水谷正村は伯父にあたる。処世術に優れ、小勢力ながらも上杉、北条、織田、徳川などのときの権力者を渡り歩き、江戸時代の譜代大名として生き残りに成功した。
山上宗二が関東へ下っていた際に秘伝書である『山上宗二記』を託された1人である事、皆川領内で狂言を催したことから茶道をはじめ、文化的にも造詣が深かった人物と推測される。

## 生涯

### 父・俊宗の時代
天文17年（1548年）下野皆川城主・皆川俊宗の次男として誕生する。
幼い頃に皆川城の鬼門を守る、皆川持明院で修行をしたといわれている。
当時、北関東は越後国の上杉氏、相模国の後北条氏ら二大勢力の利権争いの渦中にあり、北関東に跋扈する小勢力は生き残りを図るために従属、離反を繰り返していた。皆川家も例外ではなく、永禄4年（1561年）、俊宗は皆川家の支城である太平山城に立ち寄った上杉謙信を接待するために、広照を接待役に任命している。
俊宗は長男である広勝よりも次男である広照に愛情を注いだ。広照は俊宗と共に永禄6年（1563年）の川連城攻略、永禄7年（1564年）の榎本城攻略に参陣。また、俊宗が元亀3年（1572年）正月、北条氏政、那須資胤と連携し、主家である宇都宮氏の居城・宇都宮城を占領して岡本宗慶を殺害した際、残された当主・宇都宮広綱の幽閉を広照に命じている。
俊宗が天正元年（1573年）、北条氏政と戦い関宿で上杉方として討死する（上杉謙信と戦い北条方として討死した説もある）と、兄・広勝が当主となった。
天正3年（1575年）、広照は北条方として佐野氏の家臣である平野久国の守る粟野城を家臣の斎藤秀隆に命じて攻め落とした。

### 家督継承
天正4年（1576年）に兄の広勝が29歳で急死したことから家督を継いだ。
天正5年（1577年）宇都宮方であった皆川家に北条氏が大軍を持って攻めたてたが、これを防いでいる。同年、粟野城主であった平野久国の軍勢が皆川城の支城である川連城に夜討ちを行った。この奇襲で川連城は炎上。城主であった川連仲重は討死し、一時城は陥落したが皆川家が奪回している。この川連城の戦いで命を失った仲重の娘の悲話『七ひろ蛙』が、今もなお語り継がれている。
天正6年（1578年）、上杉謙信が没すると佐竹氏を中心に北関東の領主が連合を結び広照も加入した。
天正7年（1579年）に北条氏が佐竹氏、宇都宮氏、那須氏、結城氏連合軍と下総国小川の原で対陣すると、広照は北条方として参陣した。両軍の対陣は2ヶ月にも及ぶが決着が付かず、両軍は退陣した。この戦い以後、北条氏の北関東攻略は停滞することとなり北関東の混乱は終息していった。
この頃、広照は皆川城の東の支城である栃木城の拡張に着手。川連城下にあった圓通寺、常願寺などの寺社を相次いで移築させている。

### 信長・家康との繋がり
広照は乱世を生き残るために当時、勢力を拡大しつつある織田信長への接近を模索し、天正8年（1580年）徳川家臣の中川忠保と親交を深め徳川家康への接近を試みた。
天正9年（1581年）10月、中央政権と関わることの多い紀州根来寺で修行していた叔父の玄宥を道案内とし、家臣の関口石見守を安土城へ遣わした。取り次ぎは織田家臣・堀秀政が行い念願叶って信長に黒脚毛の馬を含む名馬三頭を送って誼を通じたのである。馬好きでもある信長は大変喜び、「天下布武」の朱印状と縮羅百端・紅緒五十結・虎革五枚など馬七頭分を贈答した。また堀秀政の副状が添付された。当時の畿内では皆川氏の知名度は低く、信長らが広照に出した書状は長沼や常陸国蜷川などと名前を間違えている。信長は関口石見守の帰還における安全担当として、家臣の滝川一益に命じ、東海道の安全を保障した。
また、関口は帰還の折、浜松城で徳川家康と面会し、家康は広照が信長に近づいたことを祝福して広照との今後の交流も約束した。土産として宇治茶も贈った。
翌天正10年（1582年）、織田家の甲州征伐後に関東に赴任した滝川一益に仕えた。上野厩橋城を拠点とした一益に広照をはじめ、宇都宮国綱、佐竹義重などの関東の反北条方領主は従属の姿勢を見せたが、織田家は北条氏とも友好関係であったため複雑な外交を求められた。広照は徳川家康が安土に向かった際に従兄弟の水谷勝俊と共に同行した。

### 天正壬午の乱
信長の死後、北条氏は突如織田に反旗を翻し、滝川一益と神流川で対陣し、一益を撃ち破った。武田氏遺領の信濃国、甲斐国をめぐって北条、徳川、上杉らが争った天正壬午の乱では、広照は水谷勝俊らと共に徳川方として参陣し若神子の戦いで北条氏直と戦った。
こののち、徳川と北条が和議を結ぶ。これにより北条氏の敵は北関東のみとなった。真田領を除いて上野国をほぼ手中に治めた北条氏による北関東侵攻は以前に比べて激化することとなる。

### 沼尻の戦い
天正12年（1584年）、北条氏直が大軍を率いて皆川広照、宇都宮国綱、佐野宗綱、佐竹義重、結城晴朝ら反北条連合と下野国沼尻（現在の栃木県栃木市藤岡町）で対陣した。双方の対陣は110日にも及び、小競り合いはあったものの、決戦には至らなかった。しかし、反北条連合の陣営では鉄砲が大量に用意されるなど、一触即発の状態であった。なお、この戦いは同時期に行われた徳川家康と羽柴秀吉による小牧・長久手の戦いと関連しているとされ、北条は徳川と、反北条方領主連合は羽柴と関係を結び、戦況次第では互いに援軍に向かおうとしていたという説がある。この時期、広照は反北条方にもかかわらず、徳川家康は小牧長久手の合戦に関する事、惣無事に関する事等、何通か書状（皆川文書）を送っており、広照から家康へ馬も献上されているため友好関係は絶えていなかったようだ。この戦いは約三ヶ月間にも及んだ。広照は宇都宮方の退却口である岩舟山を北条方に落とされたために、宇都宮方は劣勢にたたされ同時に連合している佐竹方も北条方の調略によって混乱していた。しかし、小牧・長久手の戦いが秀吉勝利の形で終結したため、徳川と関係を持つ北条方も劣勢となったため双方は和解となって終戦となった。
この後、頼みの綱である羽柴秀吉が関東に軍をさしむけず、九州征伐に乗り出すと、北条方の北関東攻略は激化した。その為、皆川城は小山城の北条氏照、唐沢山城の北条氏忠、壬生城、鹿沼城の義兄である壬生義雄など、北条方の勢力に包囲される形となっていた。

### 北条氏との戦闘
天正13年（1585年）、広照を討伐すべく、北条氏照が大軍を率いて藤岡城に入城。皆川勢は佐竹義重の援軍と共に支城の太平山城に陣を敷いて迎撃の構えを見せた。皆川方は峻険な太平連山でゲリラ戦に持ち込もうとしたが北条方は太平連山に突入し、太平山城の広照の陣を大軍で包囲、太平山を炎上させた（北条方の放った火矢が太平山神社の本殿に燃え移ると、神鏡がとてつもない光を放ち、隣の山へ飛んで行ったという。この状況に双方は驚きあきれた。それ以来、北条が霊峰太平山の神々の怒りを買ったために滅んだという逸話がある）。
この火災で太平山神社をはじめ、多数の神社仏閣が焼け落ちた。広照は軍を後退させ、太平山の北の山である草倉山に陣を移すと抵抗の構えを見せ100日に及ぶ抵抗をした。太平山を占領した北条勢は草倉山の皆川方面へ降りていきゲリラ戦が行われた。草倉山は太平連山の中で、最も皆川城に近い山であり、皆川勢にとっては背水の陣であったのである（この時皆川城の麓にある観音堂の霊験である「霧」が戦場に立ち込め皆川勢の助けになったという逸話がある）。初めは天然の山岳要害を上手く使い、優勢に戦った皆川勢だったが、数で勝る北条の大軍を前に皆川家臣が討ち死にを遂げていき、広照自身も自害を覚悟するほど劣性に追い込まれる。合戦の情勢を見かねた徳川家康、佐竹義宣の使者が広照の元に訪れ、北条に降伏することを薦めた。
この降伏は徳川による関東惣無事令の一環であるとの説がある。この草倉山の戦いで皆川家臣の大半が討ち死、それらの死者を葬った千人塚が現在も激戦の地、草倉山に残る。北条氏は降った小大名たちに二度と寝返らせないために北条の女を嫁がせた。広照には既に妻・鶴子がいたが、北条氏政の養女（中御門信綱の娘）と結婚することになったのである。
北条氏との戦いの最中、皆川城の支城の粟野城が佐野方の平野氏に攻められ、落城した。
皆川氏が北条に従ったことで、反北条方の宇都宮氏、佐竹氏にとって脅威となった。

### 宇都宮氏との戦闘
天正13年（1585年）、北条氏直が大軍で宇都宮を攻めた。このとき皆川氏は北条方先陣をつとめ、城下を焼き払った。その年、広照は西方綱吉の守る西方城を落とし、西方周辺にも勢力を延ばしていた。
天正16年（1588年）、宇都宮国綱が佐竹義重の援軍を受け、1万5千の軍勢で皆川領に来襲した。皆川軍は清瀬川に着陣。連合軍は磯城、西方城に着陣した。この合戦で皆川軍は後退し、諏訪山城に入城した。連合軍が諏訪山城を3月16日に落とし、続いて真名子城、神楽岡城が落城した。皆川家臣の日向野民部が、討死覚悟の広照に手勢を付けて密かに布袋が岡城に逃げさせた。広照は宇都宮軍の芳賀伊賀守、逆面周防守に追い回され、山伝いに落ち延び入城した。3月17日、連合軍は布袋が岡城に攻め寄せ、広照は自ら指揮を執り、大量の弓鉄砲で応戦。運尽きて叶わぬときは討死は武士の本意、と討死覚悟で籠城した。連合軍は城の大手・搦手を二重囲んだが、皆川軍の奮戦により、一騎も城門に入ることは出来なかったといわれる。そのとき、急に空が曇り、激しい雷雨となった。連合軍が怯んだすきに皆川軍は城門を開けて総攻撃を繰り出し、乱戦となった。敵味方の死者の血が雨と共に流れ、川が血に染まり、その川が赤血川（赤津川）と呼ばれるようになったといわれている。連合軍は火矢を放ち、城中から火災が発生。落城寸前となり、広照は城を抜け出した。連合軍が追撃するものの山中に引き込まれていることに気づいて停止。さらに壬生義雄が宇都宮に進軍中という知らせが入り、連合軍は軍を引き上げた。布袋が岡城は、それ以降廃城になったとされる。

### 粟野城での戦闘
天正16年（1588年）12月、前年に佐野方の平野氏に奪われていた粟野城を奪回すべく広照は家臣の斎藤秀隆に命じて粟野に出陣し、大激戦の末、秀隆が討死を遂げながらも16日に攻略。落合徳雲入道を城代に置いた。この戦いで城が焼け野原となり、死体が山をつくり、死臭が原因で里人の往来も消えたという。
またこの年、広照は父・俊宗が皆川城の西側の谷津山に創建した傑岑寺を森山に移転。四世の宗寅が今川氏の出身で徳川家康と旧知の仲だったために家康が移転建立費を出した。それ以来、北条氏との草倉山での戦闘で討死した兵を弔い続けている（傑岑寺の縁起より）。

### 小田原征伐
天正18年（1590年）、秀吉の小田原征伐の時、広照は北条氏照に属して小田原城竹浦口を守備していたが、同年4月8日の夜に密かに城を出て、以前より繋がりを持っていた徳川家康に投降して所領を安堵された。広照不在の皆川城は上杉景勝らに攻められ、家臣の抵抗むなしく落城したと伝えられているが、実際にはその後の発掘調査や史実との兼ね合いから落城ではなく戦はせずに開城したと見られている。このとき正室や子息は皆川家臣・関口但馬の側近・晃石太郎と共に元皆川家臣で西山田の白石正義の屋敷に匿われていた。晃石はその後、敵に見つかり大中寺で果てた。また皆川城内にあった金の鹿が太平山に埋められたという伝説も残る。
本領を安堵された広照は居城を皆川城から栃木城に移し、西側を流れる巴波川を外堀に城下町を整備した。これまで皆川氏は栃木町に神明宮、満福寺、近龍寺など数々の寺社を移転させており、俊宗の時代から栃木町整備は始まっていたとされる。また広照は積極的に近江商人を誘致し野州麻を基盤に商業の発展に尽力した。これが現在に残る蔵の街の原型である（近龍寺雑記より）。
朝鮮出兵が始まると家康に従い名護屋城に着陣した。

### 関ヶ原以後
慶長5年（1600年）の会津征伐の際には徳川秀忠に同行して宇都宮に行き、また下野大田原城を水谷勝俊、大田原晴清らと共に守った。その後、鍋掛に陣を敷き、上杉氏の南下を防いだ。この時、子の隆庸は秀忠に属して信濃国上田城を攻めている。慶長6年（1601年）正月、従四位下に叙位された。
慶長8年（1603年）、幼少期より養育していた家康の六男・松平忠輝の御附家老となり、忠輝が信濃川中島藩主となると、信濃国内で4万石を加増されて飯山城を賜い、旧知と合わせて7万5,000石を領した。しかし、忠輝は幼い時から粗暴であり、広照らは諫言をたびたび行うが、忠輝の態度は一向に改まらなかった。そのため慶長14年（1609年）9月、広照は伝役の山田重辰、松平清直と共に忠輝の行状を駿府の家康に訴えた。それを聞いた忠輝も駿府に駆けつけ、逆に広照らの老臣が政務を牛耳っていると訴えた。家康は忠輝の言葉を聞き入れ、広照らが家老として不適格ということになり、10月27日に改易されてしまった。改易後は京都の智積院にて謹慎。その後、剃髪して老圃斎と号した。
大坂夏の陣では嫡男の隆庸と共に徳川方に参戦。元和9年（1623年）5月に赦免されて徳川家光に附けられた後、12月28日に常陸国新治郡府中で1万石を与えられた。寛永2年（1625年）4月に嫡男の隆庸に家督を譲って隠居した。仰せによって御咄衆（御伽衆）として登城することもあったが、2年後の寛永4年（1627年）10月22日に80歳で没した。
なお広照の子の隆庸の代に皆川氏は大名の地位に返り咲いている。

## 茶の湯と広照
広照は千利休の弟子である山上宗二と親交があり、利休の茶の湯秘伝の書である『山上宗二記』を贈られた一人である。きっかけは、天正14年（1586年）に豊臣秀吉の怒りを買った宗二が逃れた先の高野山で、天正13年（1585年）の紀州征伐（根来寺焼き討ち）から逃れていた広照の叔父である玄宥と出会ったことが始まりであると考えられている。
宗二は天正16年（1588年）5月から北条領国に入った後、広照と2年ほど茶の湯を通じて親交があったとされる。
天正18年（1590年）、小田原征伐の際、小田原城に籠城した広照は同じく籠城に加わっていた宗二に、血判誓詞をもって秘伝を乞い願ったといわれている。このことから広照は茶道に対し、文化的に高い関心があったと考えられる。
小田原城を脱出する広照に宗二は同行し、同じく豊臣秀吉に投降した。4月10日に利休の仲裁で宗二は秀吉に許された。しかし、茶席において秀吉の怒りを買い、処断されている。